# Шантарович, Виктор Петрович
Виктор Петрович Шантарович (род. 4 апреля 1938 года, Ленинград) — учёный-химик, лауреат премии имени В. Г. Хлопина (1977).

## Биография
Родился 4 апреля 1938 года в Ленинграде.
С 1965 года — научный сотрудник, с 1988 года — заведующий лабораторией Института химической физики.
С 1995 года — член-корреспондент РАЕН.
Член Московского физического общества.
Член редколлегии журнала «Химия высоких энергий».

## Награды
Премия имени В. Г. Хлопина (за 1977 год, совместно с В. И. Гольданским) — за цикл работ по химии позитрония.